# Michael Grant (écrivain)
Pour les articles homonymes, voir Michael Grant.
Œuvres principales
- Série Gone

Michael Grant, né le 26 juillet 1954 à Los Angeles en Californie, est un écrivain américain de science-fiction, auteur notamment de la série Gone ou encore Animorphs qu'il a co-écrit avec sa femme, la romancière K. A. Applegate.

## Biographie
Michael Grant est né en Californie. Il passe la plupart de son enfance aux États-Unis, trois ans en France et presque une année en Italie et aux Açores. Sa femme, Katherine Alice Applegate et lui ont écrit environ 150 livres.

## Œuvres

### SérieBZRK
1. BZRK, Gallimard Jeunesse, 2012 ((en) BZRK, Electric Monkey, 2012)
2. BZRK Révolution, Gallimard Jeunesse, 2013 ((en) BZRK: Reloaded, Electric Monkey, 2013)
3. BZRK Apocalypse, Gallimard Jeunesse, 2014 ((en) BZRK Apocalypse, Electric Monkey, 2014)

### UniversGone

#### SérieGone
1. Gone, Pocket Jeunesse, 2009 ((en) Gone, HarperTeen, 2008)
2. La Faim, Pocket Jeunesse, 2010 ((en) Hunger, Katherine Tegen Books, 2009)
3. Mensonges, Pocket Jeunesse, 2010 ((en) Lies, Katherine Tegen Books, 2010)
4. L'Épidémie, Pocket Jeunesse, 2011 ((en) Plague, Katherine Tegen Books, 2011)
5. La Peur, Pocket Jeunesse, 2012 ((en) Fear, Katherine Tegen Books, 2012)
6. La Lumière, Pocket Jeunesse, 2013 ((en) Light, Katherine Tegen Books, 2013)

#### SérieMonster
1. Monster, Pocket Jeunesse, 2018 ((en) Monster, Katherine Tegen Books, 2017)
2. Monster - Livre 2, Pocket Jeunesse, 2019 ((en) Villain, Katherine Tegen Books, 2018)
3. (en) Hero, Katherine Tegen Books, 2019

### SérieThe Magnificent 12
1. (en) The Call, 2010
2. (en) The Trap, 2011
3. (en) The Key, 2012
4. (en) The Power, 2013

### SérieMessenger of Fear
1. (en) Messenger of Fear, 2014
2. (en) The Tattooed Heart, 2015

### Romans indépendants
- (en) Eve & Adam, 2012Écrit avec Katherine Alice Applegate.